# ستيفن جيلينهال
ستيفن جيلينهال (بالإنجليزية: Stephen Gyllenhaal) (و. 1949 – م) هو مخرج سينمائي، وكاتب سيناريو، وشاعر من الولايات المتحدة الأمريكية. ولد في كليفلاند، أوهايو

## التعليم
تعلم في كلية ترينيتي

## روابط خارجية
- ستيفن جيلينهال على موقع IMDb (الإنجليزية)
- ستيفن جيلينهال على موقع ألو سيني (الفرنسية)
- ستيفن جيلينهال على موقع أول موفي (الإنجليزية)
- ستيفن جيلينهال على موقع قاعدة بيانات الأفلام السويدية (السويدية)
- ستيفن جيلينهال على موقع إن إن دي بي (الإنجليزية)
- ستيفن جيلينهال على موقع قاعدة بيانات الفيلم (الإنجليزية)
- ستيفن جيلينهال على موقع كينوبويسك (الروسية)